# Остров (фильм, 2005)
«О́стров» (англ. The Island) — американский научно-фантастический боевик 2005 года, шестой полнометражный фильм режиссёра и сопродюсера Майкла Бэя по сценарию Каспиана Тредуэлла-Оуэна, Алекса Куртцмана и Роберто Орси. В фильме снимались Юэн Макгрегор, Скарлетт Йоханссон, Джимон Хонсу, Шон Бин, Майкл Кларк Дункан и Стив Бушеми. Фильм рассказывает о Линкольне-Шесть-Эхо (Макгрегор), который изо всех сил пытается вписаться в жёстко структурированный мир, в котором он живёт, изолированный в жилом комплексе, и о серии событий, которые разворачиваются, когда он задается вопросом, насколько правдив этот мир. После того, как Линкольн узнает, что обитатели комплекса - клоны, используемые для извлечения органов, а также суррогаты богатых людей во внешнем мире, он пытается сбежать с Джорданом Два Дельта (Йоханссон) и разоблачить незаконное движение за клонирование.
Фильм «Остров» был описан как пастиш научно-фантастических фильмов 1960-х и 1970-х годов "побег из антиутопии", такие как «451 градус по Фаренгейту», «THX 1138», «Части: Ужас клонов» и «Бегство Логана». Производство «Острова» обошлось в 126 миллионов долларов. Оригинальная партитура была написана Стивом Яблонски, который впоследствии озвучивал дальнейшие работы Бэя. Премьера состоялась 22 июля 2005 года на студии DreamWorks Pictures в Северной Америке и на международном уровне на студии Warner Bros. Pictures. Фильм получил неоднозначные отзывы, собрав 36 миллионов долларов в прокате в США и 127 миллионов за рубежом при общей сумме в 162 миллиона долларов по всему миру.

## Сюжет
Будущее, 2019 год. Линкольн-Шесть-Эхо (Lincoln Six Echo) — один из немногих уцелевших после глобальной катастрофы, который живёт в специальном изолированном комплексе посреди бескрайних морей и заражённой суши. Здесь для выживших персоналом комплекса организовано автоматическое наблюдение параметров организма, контролируется здоровье, — их заставляют придерживаться определённых диет и выполнять физические упражнения. Также здесь регулярно проводят лотерею, победители которой отправляются на прекрасный Остров — единственное уцелевшее на Земле место, пригодное для жизни. Все жители комплекса живут надеждой попасть туда.
Доктор Мэррик вызывает Линкольна-Шесть-Эхо для медицинского осмотра. Линкольн уже больше трёх лет живёт в комплексе, и его посещают странные сновидения. Доктору что-то не нравится в его состоянии. У Линкольна давно возникают вопросы по поводу всего происходящего, особенно его раздражает то, чем они занимаются в комплексе — буквально переливают из пустого в порожнее. 
И вот однажды, проявив интерес, он узнаёт, что «победителей» лотереи не отправляют на Остров, а просто умерщвляют после неких операций. В это самое время подруга Линкольна по имени Джордан-Два-Дельта (Jordan Two Delta) становится очередной «победительницей» лотереи. Проникновение Линкольна в служебную зону выявлено службами компании, его объявляют в розыск, но он успевает предупредить Джордан о том, что происходит с победителями. Пара решается на побег.
Линкольн и Джордан проникают в систему жизнеобеспечения комплекса и понимают, что до этого они были участниками грандиозного спектакля, а на самом деле они живут под землёй в переоборудованном бывшем военном бункере. Поднявшись на поверхность, беглецы обнаруживают обычный мир Земли XXI века, находят дорогу, которая приводит их в ближайший город и бар. Там они разыскивают знакомого Линкольна, добродушного техника комплекса, Маккорда. Тот рассказывает Линкольну и Джордан, что никакой катастрофы не было — это легенда, призванная удержать жителей комплекса от побега, — а сами они являются агнатами — страховочными клонами своих спонсоров, «выигрыш в лотерею» же означает лишь то, что спонсорам понадобились органы для пересадки. Маккорд помогает Линкольну и Джордан установить имена и адреса их спонсоров.
Доктор Мэррик — член совета директоров корпорации. Изначально он хотел разработать технологию, которая позволяла бы выращивать донорские органы in vitro, однако на практике оказалось, что для органов приходится выращивать полноценного клона как разумное человеческое существо. Хотя спонсорам корпорация сообщает, что клоны — неразумные куски мяса, на самом деле это не так, потому что испытания показали, что органы и прочее могут оставаться жизнедеятельными только если будут выращиваться в полноценной среде, и потому клоны проходят курсы обучения, им внушают ограниченный объём воспоминаний о «прошлом». У одной из линий клонов, к которой принадлежит Линкольн, каким-то образом сохранились остаточные воспоминания разума их спонсора и его поведение отклонилось от обычного. Если клоны доберутся до своих спонсоров, то раскроется нарушение предусмотренных компанией этических норм, что в свою очередь обернётся крупнейшим скандалом, ведь услугами компании пользуется даже президент США. Таким образом, для корпорации во что бы то ни стало нужно вернуть беглецов, и она снаряжает вдогонку им отряд профессиональных убийц.
После отчаянного побега от преследователей Линкольн и Джордан находят своих спонсоров — конструктора-дизайнера Тома Линкольна и супермодель Сару Джордан соответственно. Однако Сара при смерти, и её уже ничто не спасёт (так как её клон Джордан-два-Дельта сбежала, из-за чего не удалось извлечь у неё органы для трансплантации), а Том, якобы согласившись помочь беглецам выступить на телевидении, сдаёт их компании. В перестрелке киллеры компании убивают Тома, перепутав его с клоном. Теперь клоны — Линкольн-Шесть-Эхо и Джордан-Два-Дельта — могли бы занять места своих спонсоров, но решают вернуться в лаборатории компании и освободить других клонов, что в результате им удаётся сделать не без помощи головореза Альберта Лоурента. Выбравшись из бункера, все «заготовочные изделия» с удивлением рассматривают окружающий мир. После завершения всех этих событий Линкольн-Шесть-Эхо и Джордан-Два-Дельта отправляются на катере «Реновацио» (Renovatio) навстречу новой жизни.

## В ролях
| Актёр              | Роль                                                      |
| ------------------ | --------------------------------------------------------- |
| Юэн Макгрегор      | Линкольн-Шесть-Эхо / Том Линкольн                         |
| Скарлетт Йоханссон | Джордан-Два-Дельта / Сара Джордан                         |
| Джимон Хонсу       | Альберт Лоурент                                           |
| Шон Бин            | Мэррик                                                    |
| Майкл Кларк Дункан | Старкуэззер-Два-Дельта / Джамал Старкуэззер               |
| Итан Филлипс       | Джон-Три-Эхо                                              |
| Макс Бейкер        | начальник инкубатора                                      |
| Стив Бушеми        | Джеймс "Мак" Маккорд                                      |
| Шони Смит          | Сьюзи                                                     |
| Брайан Степанек    | Ганду-Три-Эхо                                             |
| Светлана Ефремова  | акушерка                                                  |
| Айзая Мустафа      | раненый футболист (в титрах не указан; впервые на экране) |

## Награды и номинации
- 2006 — номинация на премию «Сатурн» — Лучший научно-фантастический фильм
- 2006 — номинация на премию «Golden Reel» — Лучшие звуковые эффекты

## Факты о фильме
- В качестве катера «Реновация» использована яхта «Vally 118 Pover» Компании «Vally».
- В фильме в качестве интерфейса управления компьютером используются сенсорные столы-экраны. В 2007 году фирма Microsoft анонсировала выпуск подобных столов, ныне известные как PixelSense[4][5], по состоянию на 2015 год подобные столы используются в ресторанном бизнесе[6].
- Скарлетт Йоханссон хотела включить в фильм постельную сцену между ней и персонажем Юэна Макгрегора, где бы она снялась с обнаженной грудью. Майкл Бэй отказался
- Кассовые сборы в США — 35,8 млн долл., в других странах — 127,1 млн долл., суммарные — 162,9 млн долл.[7].
- Два фрагмента из фильма с точностью до кадров совпадают с фрагментами более позднего фильма Майкла Бэя — «Трансформеры 3: Тёмная сторона Луны»[8].
- Создатели фильма 1979 года «Части: Ужас клонов[англ.]»[9][10][11], а также по роману Майкла Маршалла Смит[англ.] «Запчасти» (1996), который также был о колонии, разводящей клонов для извлечения органов для элиты, подали иск о нарушении авторских прав в 2005 году. DreamWorks попыталась отклонить иск, но федеральный судья постановил, что авторское право действительно имело место дело о нарушении должно быть рассмотрено, и передача дела в суд назначена на февраль 2007 года. Однако затем, в конце 2006 года, DreamWorks урегулировала дело во внесудебном порядке за нераскрытую семизначную сумму[9][10][11].